# Herlin-le-Sec
Herlin-le-Sec település Franciaországban, Pas-de-Calais megyében. Lakosainak száma 161 fő (2022. január 1.). Herlin-le-Sec Saint-Pol-sur-Ternoise, Maisnil, Ramecourt, Saint-Michel-sur-Ternoise és Hautecloque községekkel határos.

## Népesség
A település népességének változása:
| Lakosok száma | 168  | 182  | 180  | 171  | 166  | 164  | 161  | 161  | 161  |
|               | 2013 | 2015 | 2016 | 2017 | 2018 | 2019 | 2020 | 2021 | 2022 |